# Toyota Opa
Der Toyota Opa ist ein von 2000 bis 2005 produziertes Pkw-Modell des japanischen Herstellers Toyota. Der Name leitet sich von der portugiesischen Interjektion opa! (deutsch etwa: huch!, oha! oder ui!) ab.
Der siebensitzige Kompaktvan wurde im Oktober 2000 exklusiv auf dem japanischen Markt eingeführt. Als Motoren standen ein 1,8- und ein 2,0-Liter-Vierzylinder zur Verfügung; der Antrieb erfolgte über die Vorderräder oder als Sonderausstattung auch per Allrad. Die Kraftübertragung übernahm ein Fünf-Gang-Schaltgetriebe oder eine stufenlose CVT-Automatik. Im Dezember 2005 wurde die Produktion beendet.